# Каллевей (Флорида)
Каллевей (англ. Callaway) — місто (англ. city) в США, в окрузі Бей штату Флорида. Населення — 13 045 осіб (2020).

## Географія
Каллевей розташований за координатами 30°7′33″ пн. ш. 85°33′28″ зх. д. / 30.12583° пн. ш. 85.55778° зх. д. (30.125951, -85.557724).  За даними Бюро перепису населення США в 2010 році місто мало площу 24,81 км², з яких 23,33 км² — суходіл та 1,47 км² — водойми.

## Демографія
Згідно з переписом 2010 року, у місті мешкало 14 405 осіб у 5697 домогосподарствах у складі 3913 родин. Густота населення становила 581 особа/км².  Було 6590 помешкань (266/км²).
Расовий склад населення:
| - 71,1 % — білих - 18,2 % — чорних або афроамериканців - 4,1 % — азіатів - 0,7 % — корінних американців - 0,1 % — вихідців з тихоокеанських островів - 1,4 % — осіб інших рас |

До двох чи більше рас належало 4,5 %. Частка іспаномовних становила 5,9 % від усіх жителів.
За віковим діапазоном населення розподілялося таким чином: 23,6 % — особи молодші 18 років, 63,5 % — особи у віці 18—64 років, 12,9 % — особи у віці 65 років та старші. Медіана віку мешканця становила 36,9 року. На 100 осіб жіночої статі у місті припадало 99,0 чоловіків;  на 100 жінок у віці від 18 років та старших — 96,3 чоловіків також старших 18 років.
Середній дохід на одне домашнє господарство  становив 57 674 долари США (медіана — 48 750), а середній дохід на одну сім'ю — 64 987 доларів (медіана — 55 146). Медіана доходів становила 41 464 долари для чоловіків та 30 304 долари для жінок. За межею бідності перебувало 18,5 % осіб, у тому числі 35,1 % дітей у віці до 18 років та 8,4 % осіб у віці 65 років та старших.
Цивільне працевлаштоване населення становило 6384 особи. Основні галузі зайнятості: освіта, охорона здоров'я та соціальна допомога — 20,6 %, роздрібна торгівля — 15,5 %, мистецтво, розваги та відпочинок — 13,0 %, публічна адміністрація — 11,5 %.